# Gonçalves Dias (militar)
Marco Edson Gonçalves Dias (Americana, 7 de fevereiro de 1950), conhecido como Gonçalves Dias ou G. Dias, é um general da reserva do Exército Brasileiro. Foi ministro-chefe do Gabinete de Segurança Institucional (GSI) da Presidência da República  de 1 de janeiro de 2023 até 19 de abril de 2023.

## Biografia
Nascido em Americana, entrou no Exército em fevereiro de 1969, através da Escola Preparatória de Cadetes do Exército (EsPCEx). Formou-se na Academia Militar das Agulhas Negras (AMAN) no ano de 1975.
Cursou a Escola de Aperfeiçoamento de Oficiais (EsAO) em 1986, continuando sua formação na Escola de Comando e Estado Maior do Exército (ECEME), em 1994. Chefiou a 6.ª Região Militar, além de comandar o 19° Batalhão de Infantaria Motorizado, com base em São Leopoldo, entre janeiro de 1999 e janeiro de 2001. Atuou como observador militar a serviço das Nações Unidas em uma missão na América Central. Dias é general do Exército Brasileiro na reserva, após mais de 30 anos de serviço nesse ramo das Forças Armadas. Atuou na segurança pessoal do presidente Lula durante seus dois primeiros mandatos, entre 2003 e 2009. No governo Dilma foi chefe da Coordenadoria de Segurança Institucional. 
Em 2012, quando no comando da citada 6.ª região militar, se envolveu em uma controvérsia ao receber policias grevistas da Bahia, que lhe deram um bolo de aniversário, assegurando o oficial que nada aconteceria a eles. Foi afastado do comando e alguns meses depois enviado à reserva, após ocupar um posto burocrático.

## Governo Lula
Atuou novamente na segurança de Lula em 2022, gozando de sua confiança, de acordo a matérias da imprensa. Fez parte da transição para o segundo governo Lula, participando do grupo responsável pela área de inteligência estratégica. Em 29 de dezembro de 2022 foi anunciado como titular da pasta de Segurança Institucional do terceiro mandato de Lula.

### Pedido de demissão
Gonçalves Dias pediu demissão após uma reportagem da CNN Brasil revelar um vídeo em que ele orientava invasores bolsonaristas dentro do Palácio do Planalto durante os eventos de 8 de janeiro.